# Russischer Barren

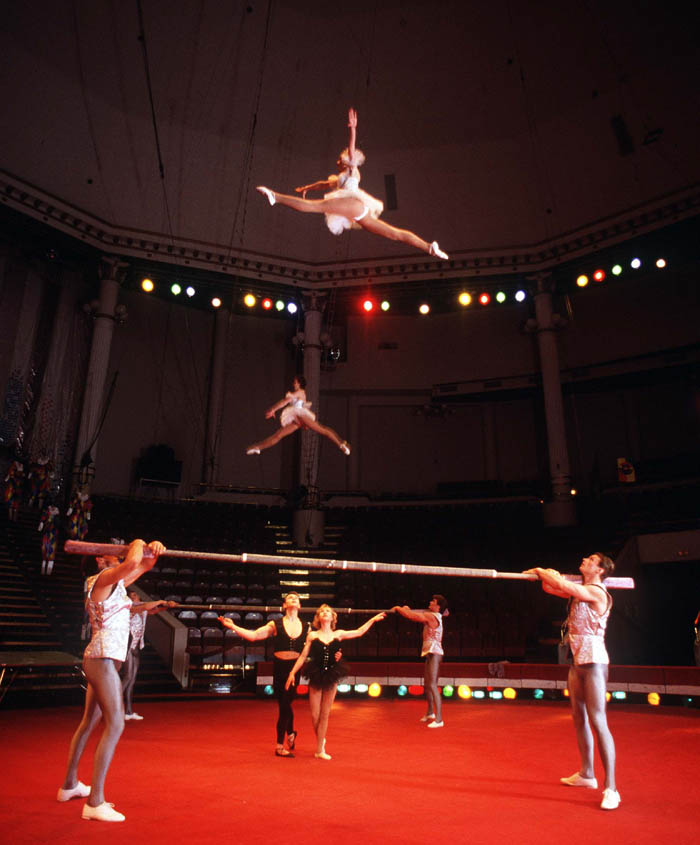
Die Show „Russischer Barren“ von Valentin Gneushev

Der Russische Barren ist ein Gerät aus dem Bereich Zirkus und Varieté. Die einzelne Stange hat einen stark ovalen Querschnitt mit ungefähr 15 Zentimeter Breite und 5 Zentimeter Höhe. Das gesamte Gerät ist zirka 5 Meter lang und sehr elastisch. Für einen improvisierten Selbstbau werden zuweilen zwei Stabhochsprung-Stäbe nebeneinander verklebt.
Es werden zwei Unterpersonen benötigt, die an den Enden des Barrens einander gegenüberstehen. Die Stange wird jeweils auf einer Schulter abgelegt, die leicht gebeugten Arme sichern die Position der Stange. Der Flieger ist meist eine sehr leichte Person und befindet sich in der Mitte auf dem Barren. Sitzen, Stehen und Handstand sind hierbei übliche Positionen. Die für die Salti notwendige Beschleunigung erfolgt über die Verstärkung der leichten ersten Sprünge des Fliegers durch die beiden Unterpersonen, ähnlich dem Prinzip des Trampolins. Allerdings müssen die Unterpersonen die Abweichungen des Fliegers ausgleichen und durch Korrekturen ihrer Position zur Seite vorwegnehmen.